# Берега (река)
Берега — река в Можайском районе Московской области России, правый приток Протвы.
Исток у деревни Головино близ границы с Калужской областью, устье у деревни Кобяково, в 30 км от истока Протвы.
Длина реки — 38 км, водосборная площадь — 180 км². Река равнинного типа, питание преимущественно снеговое. Берега замерзает в ноябре — начале декабря, вскрывается в конце марта — апреле.
Долина реки необычайно живописна, луга и поля сменяются елово-берёзовыми лесами. Река прихотливо извивается между высокими моренными холмами, врезаясь порой на 40—60 м и образуя крутостенные каньоны.

## Данные водного реестра
- Бассейновый округ — Окский;
- Речной бассейн — Ока;
- Речной подбассейн — бассейны притоков Оки до впадения Мокши;
- Водохозяйственный участок — Протва от истока до устья;
- Код водного объекта — 09010100612110000022035[3].